# مجلس شعب تتار القرم
مجلس شعب تتار القرم (بالتتارية: Qırımtatar Milliy Meclisi)‏: هي أعلى هيئة تمثيلية تنفيذية منفردة لتتار القرم في الفترة ما بين جلسات كورولتاي لشعب تتار القرم. المجلس هو مؤسسة عضو في منصة الذاكرة والضمير الأوروبية.
تم حظر المجلس من قبل روسيا في 2016؛ بسبب "استخدام الدعاية العدوانية والكراهية تجاه روسيا، والتحريض على القومية الإثنية والتطرف في المجتمع" وتم إدراجه كمنظمة متطرفة بعد عامين من ضم الاتحاد الروسي للقرم. في نيسان/أبريل 2017، أصدرت محكمة العدل الدولية أمرها بشأن طلب الإشارة إلى التدابير المؤقتة، والذي بموجبه يجب على روسيا رفع الحظر؛ ومنذ ذلك الحين، تجاهلت روسيا قرار المحكمة ورفضت الامتثال له.

## علم أصول الكلمات
المجلس هي كلمة عربية تعني غرفة الجلوس، إلا أنها يمكن أن تشير أيضًا إلى سلطة تشريعية أيضًا، وتستخدم في اسم المجالس أو الجمعيات التشريعية في بعض دول العالم الإسلامي .

## القيادة
منذ تأسيسه في 1991 حتى 2013، كان رئيس المجلس هو مصطفى جميليف. منذ أكتوبر 2013، رئيس مجلس الإدارة هو رفعت تشوباروف. نائب زعيم المجلس هو علمي عمروف.

## أنظر أيضا
- المجلس